# Јахенау
Јахенау (њем. Jachenau) општина је у њемачкој савезној држави Баварска. Једно је од 21 општинског средишта округа Бад Телц-Волфратсхаузен. Према процјени из 2010. у општини је живјело 871 становника. Посједује регионалну шифру (AGS) 9173131.

## Географски и демографски подаци
Јахенау се налази у савезној држави Баварска у округу Бад Телц-Волфратсхаузен. Општина се налази на надморској висини од 790 метара. Површина општине износи 128,6 km². У самом мјесту је, према процјени из 2010. године, живјело 871 становника. Просјечна густина становништва износи 7 становника/km².